# Louis Marceau
Louis Marceau (Québec, 6 février 1927 - Québec, 26 novembre 2018), est un avocat, juriste et magistrat canadien. Il est le premier Protecteur du citoyen du Québec (ombudsman),.

## Biographie
Louis Marceau fait son cours primaire à l'école Saint-Louis-de-Gonzague à Québec, son cours classique au Collège des Jésuites de Québec, ses études de droit à la Faculté de droit de l'Université Laval et il complète des études supérieures en droit à Paris où il obtient, en 1950, un doctorat français d'État.
Admis du Barreau du Québec en 1949, Louis Marceau pratique le droit à Québec jusqu'en 1956. De 1956 à 1964, il est professeur à la Faculté de droit de l'Université Laval et, en 1964, il accède au poste de doyen de la Faculté. Le 1er mai 1969, il exerce la fonction de Protecteur du citoyen du Québec (ombudsman) jusqu'en 1976, alors qu'il est nommé juge à la Cour fédérale du Canada, une charge qu'il occupe jusqu'en 2001.
Durant les années 1960, il assume la fonction de secrétaire du Bureau de révision du Code civil du Québec (créé en 1961), qui allait devenir l'Office de révision du Code civil (créé en 1965), et de secrétaire du Conseil consultatif de la justice du Québec (organisme aboli en 1986).

## Premier Protecteur du citoyen du Québec
Louis Marceau est désigné à la fonction de Protecteur du citoyen à l'unanimité par l'Assemblée nationale du Québec le 27 mars 1969 conformément à la loi adoptée le 14 novembre 1968. Père de quatre enfants et âgé de 42 ans, il entre officiellement en fonction le 1er mai suivant.
Dans une entrevue accordée au quotidien québécois Le Devoir le 9 mai 1969, Louis Marceau déclare qu'il veut être perçu comme « l'avocat des administrés ». Il ajoute: « Le juge a la police pour exécuter ses jugements, moi j'ai la presse. »
« Me Marceau compte beaucoup dans l'exercice de sa fonction sur son pouvoir de persuasion. C'est là l'atout primordial de l'ombudsman. (…) L'expérience du Danemark est concluante sous ce rapport; l'ombudsman n'est pas un policier de l'administration publique, mais un « instrument de paix sociale », un intermédiaire par lequel on peut en arriver à un certain équilibre entre l'énorme et puissante machine gouvernementale et le citoyen laissé à lui-même, presque anéanti par cette machine ».
Le 7 mai 2009, dans l'allocution qu'elle prononce lors du 40e anniversaire de l'institution du Protecteur du citoyen du Québec, Raymonde Saint-Germain, Protectrice du citoyen,, cite un extrait de la lettre que Me Louis Marceau écrit pour cette même occasion au président de l'Assemblée nationale du Québec. Madame Saint-Germain introduisait ainsi cette lettre :
« Au service des citoyens et de l’Assemblée nationale : le Protecteur du citoyen agit pour eux deux. C’est là un rôle qu’avait clairement identifié le premier ministre Daniel Johnson, qui avait lui-même présenté le projet de loi créant le Protecteur du citoyen. Le 20 mars 1968, il déclarait devant l’Assemblée nationale : L’un des effets de cette loi sera d’alléger le fardeau des députés en fournissant en même temps au citoyen un remède plus efficace… Le député n’a pas le moyen d’enquêter. Il pourra à ce moment dire : Allez-donc voir le protecteur du citoyen. Son successeur, Me Jean-Jacques Bertrand, déclarait le 22 octobre de la même année: Il convient donc, M. le président, de fournir au citoyen et au député un instrument supplémentaire.
« Personne d’autre que Me Louis Marceau, le premier protecteur du citoyen du Québec, ne pouvait mieux rendre témoignage aux parlementaires pour cette vision et l’adoption unanime de cette loi. Il m’a demandé de vous lire un extrait d’une lettre qu’il vient d’adresser au président de l’Assemblée nationale :
Monsieur le Président,
Je vous exprime brièvement… quelques sentiments plus spontanés que l’occasion suscitait chez moi, qui ai été le premier titulaire de la fonction.
Ce sont d’abord des sentiments d’admiration pour les dirigeants politiques, auteurs de la loi, dont je veux faire état. Certes, ceux-ci n’étaient pas les seuls, dans le temps, à s’inquiéter de l’isolement total des citoyens laissés à eux-mêmes face à l’action de plus en plus présente et tentaculaire de ces États-providence qui s’étaient développés un peu partout dans le monde. Qu’ils aient pensé importer un système récemment expérimenté dans quelques juridictions étrangères mais totalement inconnu chez nous, et qu’ils se soient employés à lui donner les moyens de s’implanter, supposait une ouverture d’esprit incontestable.
La notion d’ombudsman ne fait plus problème aujourd’hui. Mais, il y a quarante ans, pour qui avait été entraîné à rechercher, pour la solution de litiges privés, la clarté judiciaire acquise sur la base de faits établis contradictoirement, accepter l’idée de confier à un individu le soin de juger du bien-fondé de décisions administratives contestées et d’utiliser ses pouvoirs d’intervention et de conviction en vue d’obtenir quelque redressement, il fallait un authentique désir d’humanisation de la machine étatique et un acte de foi peu ordinaire.
Ce sont en second lieu des sentiments de reconnaissance que je voudrais adresser aux membres de l’administration publique d’alors pour avoir d’emblée offert leur support à la mise en service de l’institution nouvelle. La collaboration des chefs de ministères, qui eux-mêmes avaient approuvé la loi, ne pouvait en principe, du moins initialement, qu’être acquise, mais celle des administrateurs subalternes pouvait être moins spontanée, considérant les inconvénients et les intrusions auxquels ils pouvaient s’attendre.
En fait, cette collaboration a été complète dès le départ. Les discussions, les différences d’approche, les écarts de vue, sont inévitablement survenus. Mais des conflits et une opposition systématique, jamais. À la vérité, je m’en suis vite rendu compte, s’il en avait été autrement le système n’aurait pu prendre pied, et il me plaît de rendre témoignage de la bonne foi sans relâche des membres de la fonction publique avec lesquels j’ai été appelé à travailler.
Me Louis Marceau
Parmi les dossiers soumis au Protecteur du citoyen au début des années 1970 et qui ont fait couler beaucoup d'encre, on note:
- l'octroi de sommes additionnelles au montant reçu par les personnes expropriées lors de la création du Parc national du Canada Forillon, en Gaspésie[13],[14].

- les plaintes et indemnisations relatives aux arrestations durant la Crise d'Octobre[15].

## Juge à la Cour fédérale du Canada
Le 23 décembre 1975, Louis Marceau est nommé juge à la Cour fédérale du Canada, d'abord à la Section de première instance, jusqu'au 17 juillet 1983, puis à la Section d'appel, jusqu'au 1er mai 2001,.
Louis Marceau est mort à Québec, le 26 novembre 2018